# Janne Ugelstad
Janne Ugelstad (1969) è un'ex sciatrice alpina norvegese.

## Biografia
Sciatrice polivalente, la Ugelstad debuttò in campo internazionale in occasione dei Mondiali juniores di Hemsedal/Sälen 1987; ai Campionati norvegesi vinse la medaglia d'oro nella discesa libera e nella combinata nel 1987 e la medaglia di bronzo nello slalom speciale nel 1988 e nel 1989. Non ottenne piazzamenti in Coppa del Mondo né prese parte a rassegne olimpiche o iridate.

## Palmarès

### Campionati norvegesi
- 4 medaglie (dati dalla stagione 1986-1987):
  - 2 ori (discesa libera, combinata nel 1987)[1]
  - 2 bronzi (slalom speciale[senza fonte] nel 1988; slalom speciale[senza fonte] nel 1989)